# Bree Tanners korte liv efter døden
Bree Tanners korte liv efter døden er en novelle på 175 sider, som hører til The Twilight Saga skrevet af Stephenie Meyer. Den omhandler den nyfødte vampyr Bree Tanner, som er en karakter i den tredje bog, Eclipse. Bogen er skrevet fra Brees synspunkt, hvilket er i modsætningen til resten af serien, som hovedsageligt fortælles af karakteren Bella Swan. Bogen blev udgivet den 5. juni 2010.
| Bog | Spire Denne artikel om bøger og tidsskrifter er en spire som bør udbygges. Du er velkommen til at hjælpe Wikipedia ved at udvide den. |